# کامیلا باتمانقلیچ
کامیلا باتمانقلیچ (۱ ژانویهٔ ۱۹۶۳ – ۱ ژانویهٔ ۲۰۲۴) روان‌شناس و دختر سرمایه‌دار ایرانی فریدون باتمانقلیچ بود. کامیلا باتمانقلیچ رئیس و بنیان‌گذار سازمان خیریه کودکان موسوم به «کیدز کامپانی» در انگلستان بود که بیش از یازده هزار کودک یتیم را تحت پوشش خود دارد.

## زندگی
کامیلا باتمانقلیچ در سال ۱۹۶۳ در تهران از پدری ایرانی و مادر بلژیکی زاده شد. او در ۱۲ سالگی ایران را ترک گفت و در انگلستان زندگی می‌کرد. وی هیچگاه پس از انقلاب به ایران بازنگشت و زندگی خود را وقف کمک به کودکان بی‌سرپرست و فقیر کرد. پدر وی در جریان انقلاب اسلامی ۵۷ دستگیر و اموال او مصادره شد. خواهر بزرگتر کاميلا پس از شنيدن اين خبر از بيم اعدام شدن پدرش خودکشی می‌کند.
با مصادره اموال پدر، کامیلا در بریتانیا بی‌پول و بدون منزلت اجتماعی شد. کامیلا با کمک معلمان مدرسه درخواست پناهندگی سياسی کرد و با موافقت رئیس بانکی که پدر او در آن حساب داشت توانست شهريه مدرسه را پرداخت کند. بااینحال مجبور بود برای تأمین هزينه‌های روزمره زندگی خود کارکند. به دلیل علاقه به کمک به کودکان تصمیم گرفت معلم کودکستان شود. بنابراین پس از گذراندن رشته روان درمانی، به عنوان مشاور، کار با کودکان را ادامه داد.
کامیلا باتمانقلیچ در ۲۵ سالگی بازپرداخت وام خانه مسکونی خود را متوقف کرد تا بتواند با آن سازمان خیریه خود را تأسیس کند. او در سال ۱۹۹۶ خیریه کيدز کامپانی را بنیان گذاشت. وی به دلیل فعالیت‌های خیریه در محله‌ای عمدتاً فقیرنشین در جنوب شرقی لندن به «فرشته محله پکهام» شهرت یافت.
کامیلا باتمانقلیچ در سال ۲۰۱۵ درحالی‌که با اتهامات سوء‌‌مدیریت در این خیریه روبرو بود از سمت خود کناره گرفت. اما دیوان عالی بریتانیا او را تبرئه کرد.

## بانوی سال بریتانیا
کامیلا باتمانقلیچ در سال ۲۰۰۶ از طرف بنیاد نیکوکاری «بانوی سال، عرصه اقدام و ساختار» (The Women of the Year Lunch and Assembly) به عنوان بانوی سال بریتانیا انتخاب شد. علت اعطای این نشان، شجاعت، فداکاری، و دلسوزی برای بهبود زندگی افراد جامعه عنوان شده‌است.